# David Whiteley
David Whiteley es un actor y director australiano conocido por sus numerosas participaciones en teatro.

## Biografía
David ha sido miembro de la compañía "Red Stitch Actors Theatre" desde su creación y es el director artístico.
En febrero de 2008 se casó con la actriz Kat Stewart, a quien conoció mientras trabajaban juntos en el Teatro Red Stitch Actors en 2002. La pareja le dio la bienvenida a su primer hijo, Archie Nicholas Whiteley el 11 de enero de 2012. El 16 de marzo de 2016 la pareja le dio la bienvenida a su segundo bebé, Georgia Kitty "Gigi" Whiteley.

## Carrera
En 1994 interpretó a un oficial de seguridad de la corte en el episodio "Not on the Merits" de la serie Janus, un año más tarde interpretó a un oficial de la policía en el episodio "Intent to Permanently Deprive".
En 1999 interpretó a Frankie List en el episodio "Right on Target" de la serie policíaca Stingers, más tarde apareció nuevamente en la serie ahora interpretando a Jared Armstrong durante el episodio "Love's Labours Lost".
En 2001 interpretó a Barry Burke, un asociado del criminal Kev Kelly (Frank Kennedy) en dos episodios de la popular serie australiana Neighbours, anteriormente había aparecido en la serie interpretado al criminal Nick Gill en 2000 durante el episodio #1.3579, en 1998 a Jeff Reiner un editor de Erinsborough News durante los episodios #1.3093 y #1.3105, en 1997 a Sven Jorgensen durante los episodios # 1.2981 - 1.2982 y su primera aparición en la serie fue en 1994 donde interpretó al doctor Jack Chang.
En 2003 apareció en la serie policíaca Blue Heelers donde interpretó a Fraser Lee en el episodio "Prince Charming", anteriormente había aparecido por primera vez en la serie en 1995 donde interpretó a un doctor.
En 2011 obtuvo un papel en la película Killer Elite donde interpretó a un oficial del MI6. 
En 2012 se unió al elenco de la serie australiana Conspiracy 365 donde interpretó al periodista Rafe Ormond, el padre de Callum "Cal" Ormond (Harrison Gilbertson). En la serie David también interpretó a Tom Ormond el tío de Callum y hermano gemelo de Rafe, hasta el final de la serie ese mismo año.
En 2013 se unió al elenco recurrente de la serie The Doctor Blake Mysteries donde interpretó al sargento de la policía Bill Hobart.
El 14 de mayo de 2014 apareció como invitado en varios episodios de la serie Neighbours donde interpreta a Charles Tanner, el amante de Naomi Canning.

## Filmografía

### Series de Televisión
| Año             | Título                     | Personaje                 | Notas                                    |
| --------------- | -------------------------- | ------------------------- | ---------------------------------------- |
| 2016 - presente | The Wrong Girl             | Mitchell                  | 10 episodios                             |
| 2013 - presente | The Doctor Blake Mysteries | Sgt. Bill Hobart          | 20 episodios                             |
| 2015            | Gallipoli                  | Sir Cyril Brudenell White | 4 episodios                              |
| 2014            | Neighbours                 | Charles Tanner            | -                                        |
| 2014            | Fat Tony & Co              | Abogado                   | episodio "Killers, Thieves & Lawyers"    |
| 2013            | Mr & Mrs Murder            | Elwood Murray             | episodio "Thoroughly Dead Thoroughbred"  |
| 2012            | Conspiracy 365             | Rafe Ormond               | 12 episodios                             |
| 2010            | Offspring                  | Russell                   | episodio "Pilot"                         |
| 2008            | The Hollowmen              | -                         | episodio "Fat Chance"                    |
| 2007            | City Homicide              | Reg Brown                 | episodio "Serious Men"                   |
| 2003            | Stingers                   | Jared Armstrong           | episodio "Love's Labours Lost"           |
| 2001            | Neighbours                 | Barry Burke               | 2 episodios                              |
| 2000            | BeastMaster                | Yoken                     | episodio "Ghosts of the Forest"          |
| 1995            | Blue Heelers               | Doctor                    | 3 episodios                              |
| 1995            | Ocean Girl                 | Científico                | episodio "Where No Whale Swims"          |
| 1995            | Janus                      | Oficial                   | episodio "Intent to Permanently Deprive" |

### Películas
| Año  | Título             | Personaje       | Notas                                                                                                   |
| ---- | ------------------ | --------------- | --- |
| 2014 | The Menkoff Method | Curry           | junto a Noah Taylor, Robert Taylor, Jane Allsop, Catherine McClements, Brett Cousins & Lachlan Woods    |
| 2012 | Crawlspace         | General         | junto a Justin Batchelor, Nicholas Bell, Ditch Davey, Fletcher Humphrys, Samuel Johnson & Peta Sergeant |
| 2011 | Killer Elite       | Oficial del MI6 | junto a Jason Statham, Michael Dorman, Ben Mendelsohn, Matthew Nable & Lachy Hulme                      |
| 2011 | Exit               | Tom             | junto a Drew Tingwell, David Kemp, Ian Rooney & Kyrie Capri                                             |
| 2009 | Knowing            | Locutor         | junto a Rose Byrne, Lara Robinson, Nadia Townsend & Ben Mendelsohn                                      |

### Director
| Año  | Título              | Notas           |
| ---- | ------------------- | --------------- |
| 2011 | My Romantic History | obra - director |
| 2002 | Dawn/Day/Dusk       | obra - director |

### Teatro[9]
| Año       | Obra                            | Personaje          | Director (a)      | Teatro                    | Notas                                                           |
| --------- | ------------------------------- | ------------------ | ----------------- | ------------------------- | --------------------------------------------------------------- |
| 2013      | The Other Place                 | -                  | Nadia Tass        | Melbourne Theatre         | junto a Heidi Arena, David Roberts & Catherine McClements       |
| 2011      | The Laramie Project 10 Years... | -                  | Gary Abrahams     | Red Stitch Actors Theatre | junto a Paul Ashcroft, Ella Caldwell & Kim Gyngell              |
| 2011      | Ruben Guthrie                   | Ray                | Brendan Cowell    | Red Stitch Actors Theatre | junto a Erin Dewar, Simon Maiden & Dennis Coard                 |
| 2008-2010 | Red Sky Morning                 | Hombre             | Sam Strong        | Red Stitch Actors Theatre | junto a Erin Dewar & Sarah Sutherland                           |
| 2010      | Terrible Comfort...             | -                  | -                 | -                         | junto a Joshua Cameron, Danica Kohn & Lauren Urquhart           |
| 2010      | The Gronholm Method             | Frank              | Nadia Tass        | Red Stitch Actors Theatre | junto a Jay Bowen, Shane Nagle & Karen Sibbing                  |
| 2010      | Farragut North                  | Paul               | Kim Durban        | Red Stitch Actors Theatre | junto a Adrian Dean, Tim Potter & Brett Cousins                 |
| 2009      | Faces In The Crowd              | Dave               | Sam Strong        | Red Stitch Actors Theatre | junto a Sarah Sutherland                                        |
| 2008      | Pool (No Water)                 | -                  | Simon Stone       | Red Stitch Actors Theatre | junto a Melissa Chambers, Jessamy Dyer & Dion Mills             |
| 2008      | The Soldiers Tale               | Diablo             | Michael Robinson  | -                         | junto a Frank Gallacher & Mark Winter                           |
| 2007      | Motortown                       | Paul               | Laurence Strangio | Red Stitch Actors Theatre | junto a Richard Bligh, Dion Mills & Brett Cousins               |
| 2007      | Jack Goes Boating               | Jack               | Alex Menglet      | Red Stitch Actors Theatre | junto a Ella Caldwell, Natalia Novikova & Brett Cousins         |
| 2007      | Rabbit Hole                     | Howie Colbert      | Naomi Edwards     | Red Stitch Actors Theatre | junto a Kat Stewart, Colette Mann & Martin Sharpe               |
| 2006      | Harvest                         | William Harrison   | Denis Moore       | Red Stitch Actors Theatre | junto a Kate Cole, Erin Dewar Dion Mills & Simon Wood           |
| 2006      | The American Pilot              | Agricultor         | Aidan Fennessy    | Red Stitch Actors Theatre | junto a Ella Caldwell, Luke Elliot & Simon Wood                 |
| 2006      | Fewer Emergencies               | -                  | Alyson Campbell   | Red Stitch Actors Theatre | junto a Ben Anderson, Dion Mills & Sarah Sutherland             |
| 2005      | Bug                             | Peter              | Martin White      | Red Stitch Actors Theatre | junto a Kat Stewart & Ella Caldwell                             |
| 2005      | The Night Season                | John               | Ailsa Piper       | Red Stitch Actors Theatre | junto a Ella Caldwell, Kate Cole, Peter Curtin & Simone Ray     |
| 2004      | Loyal Women                     | Terry              | Denny Lawrence    | Red Stitch Actors Theatre | junto a Kat Stewart, Brett Cousins & Ella Caldwell              |
| 2004      | The Night Heron                 | Griffin Montgomery | Martin White      | Red Stitch Actors Theatre | junto a Richard Cawthorne, Kate Cole, Adam Hunter & Dion Mills  |
| 2004      | Under the Whaleback             | -                  | Eddy Knight       | Red Stitch Actors Theatre | junto a Daniel Frederiksen, Peter Stratford & Richard Cawthorne |
| 2004      | Year of the Family              | Vagabundo          | Ross Ganf         | Red Stitch Actors Theatre | junto a Laura Gordon, Peter Stratford & Kat Stewart             |
| 2004      | Some Voices                     | Pete               | Wayne Chapple     | Red Stitch Actors Theatre | junto a Richard Cawthorne, Dion Mills & Brett Cousins           |
| 2003      | Red Shorts                      | -                  | Greg Carroll      | Red Stitch Actors Theatre | junto a Ella Caldwell, Laura Gordon, Dion Mills & Brett Cousins |
| 2003      | Push Up                         | -                  | Kaarin Fairfax    | Red Stitch Actors Theatre | junto a Kate Cole, Peter Hosking & Kat Stewart                  |
| 2003      | Black Milk                      | Lyovchik           | Tamzin Nugent     | Red Stitch Actors Theatre | junto a Laura Gordon, Peter Hosking & Dion Mills                |
| 2003      | The Retreat                     | -                  | Greg Ulfan        | Phoenix Theatre           | junto a David Demant, Jeremy Levi & Eva Parkin                  |
| 2003      | Closer                          | -                  | Sam Strong        | -                         | junto a Julie Eckersley, Alexis Porter & Eddy Segal             |
| 2003      | Howie the Rookie                | -                  | Greg Carroll      | Red Stitch Actors Theatre | junto a Vincent Miller                                          |
| 2002      | Love and Understanding          | Richie             | Denis Moore       | Red Stitch Actors Theatre | junto a Verity Charlton & Vincent Miller                        |
| 2002      | Down the Road                   | -                  | Olivia Allen      | Red Stitch Actors Theatre | junto a Trent Baker & Kat Stewart                               |
| 2002      | Unidentified Human Remains...   | David              | Wayne Chapple     | Red Stitch Actors Theatre | junto a Olivia Connolly, Daniel Frederiksen & Brett Cousins     |
| 2002      | The Lights                      | -                  | Yvonne Virsik     | Red Stitch Actors Theatre | junto a Olivia Connolly, Dion Mills & Eva Parkin                |
| 2002      | Extremities                     | -                  | Greg Ulfan        | Red Stitch Actors Theatre | junto a Ella Caldwell, Kate Cole & Lisa Reynolds                |
| 1996      | Twelfth Night                   | -                  | Julian Beckedahl  | Polyglot Theatre          | junto a Alice Bishop, Christine Davey & Zoe Stark               |
| 1996      | Richard III                     | -                  | Julian Beckedahl  | Beckett Theatre           | junto a Nicholas Berg, Christine Davey & Joel Marrocco          |
| 1995      | Romeo and Juliet                | -                  | Julian Beckedahl  | -                         | junto a Brandon Ah Chong & Tatyana des Fontaines-Burns          |
| 1995      | Bird Raising                    | -                  | -                 | -                         | junto a Zoe Stark, Deb Vanderwerp & Nik Willmott                |